# Los Molinos (Madrid)
Los Molinos es un municipio español de la Comunidad de Madrid. Tiene 4786 habitantes (INE 2023) y una extensión de 19,56 km².

## Situación
Se sitúa en la sierra de Guadarrama a 52 kilómetros de Madrid por la AP-6 y M-614.

## Alrededores
- Cercedilla a 2,5 km del Valle de la Fuenfria, Calzada Romana en excelente estado de conservación (Via Antonina a Titulcia)
- San Lorenzo de El Escorial a 14 km , Villa histórica y turística. Monasterio de El Escorial considerada por algunos como la octava maravilla del mundo. Jardines de la Herrería, Casita del príncipe, Silla de Felipe II.
- Valle de Los Caídos a 7 km . Valle de "Cuelgamuros" donde se ubica la basílica y el monumento.
- Puerto de Navacerrada a 10 km, para los aficionados al esquí y al senderismo.

## Historia
El municipio estuvo antaño vinculado al Real de Manzanares desde tiempo de Alfonso X el Sabio.
Desde la época medieval, cruzaba por el lugar la Cañada Real de Merinas que conectaba la Cañada Real Soriana Occidental con la Segoviana del Concejo de la Mesta castellana.
Con el comienzo de la construcción del Monasterio de El Escorial se inicia la "industrialización" de la zona y la consiguiente necesidad de materias primas, entre ellas la harina. Así, en el tramo del río Guadarrama hoy dentro del término municipal, se construyeron al menos tres molinos harineros donde derivaban la molienda de varios cereales. De ahí el nombre del lugar, dado que las gentes empezaron a referirse a esa zona como "los molinos".
Se utilizaba la Máquila a un celemín por fanega molida. El celemín era una unidad de medida correspondiente a unos cuatro litros y medio.
En el manuscrito n.º 11.265 de la Biblioteca Nacional se recoge la licencia que en 1546 se concede a Álvaro de Mena para establecer un molino harinero de cubo en el río Guadarrama.
Fernando Colón en el siglo XVI menciona por primera vez al pueblo de Los Molinos haciendo mención de la distancia entre este lugar y otros de la zona.
El lugar de Los Molinos estuvo vinculado a la vecina villa de Guadarrama hasta el año 1666 en el que Mariana de Austria, regente de España durante la minoría de edad de su hijo Carlos II, le otorgó el título de Villa.
Los siglos XVII y XVIII transcurrieron siendo Los Molinos mina de materias primas como la piedra, la madera e incluso el hielo, materiales demandados por la corte de Madrid.
En el siglo XIX llegan los avances de la Era Industrial y en el año 1888 entra por primera vez el Ferrocarril en el apeadero de Los Molinos siendo alcalde Don Francisco Herrero. Eso, junto con los "baños de sol" recetados por los médicos hace de la villa un lugar de ocio y sosiego, costumbre que hasta hoy no se ha perdido, siendo Los Molinos uno de los destinos favoritos para el descanso y veraneo de los madrileños.
En la guerra civil su situación geográfica hace de este pueblo frente de guerra, ya que era paso natural del puerto de Guadarrama y de la Fuenfria de las tropas sublevadas al mando de Francisco Franco. De la época quedan varios fortines republicanos en muy buen estado de conservación.
Los años de la posguerra, como la mayor parte de la zona, se dedicaron a la reconstrucción. Pero a partir de 1950 se vive un resurgimiento avivado por la afluencia de veraneantes, dando lugar a la época más viva de la villa. Llegó a haber varios hoteles y pensiones, tres salas de fiesta, cine de verano, bolera e incluso un casino. Destaca el sanatorio militar, que usado inicialmente para tuberculosos y luego un hospital de lujo.
Los años 1970 marcan el declive del municipio, siendo años de fuga poblacional buscando la prosperidad en la capital. Aun así se mantiene el flujo de veraneantes aunque en menor medida.
Desde 1980 hasta la actualidad, ha habido una lenta pero imparable recuperación, con un tímido repunte del turismo rural y excursionista.

## Clima
El clima de Los Molinos es mediterráneo continentalizado. Los inviernos suelen ser fríos y los veranos cálidos.

## Demografía
Cuenta con una población de 4731 habitantes (INE 2024).
| Gráfica de evolución demográfica de Los Molinos entre 1842 y 2021                                                     |
| |
| Población de derecho según los censos de población del INE. Población de hecho según los censos de población del INE. |

## Transporte público
- Ferrocarril

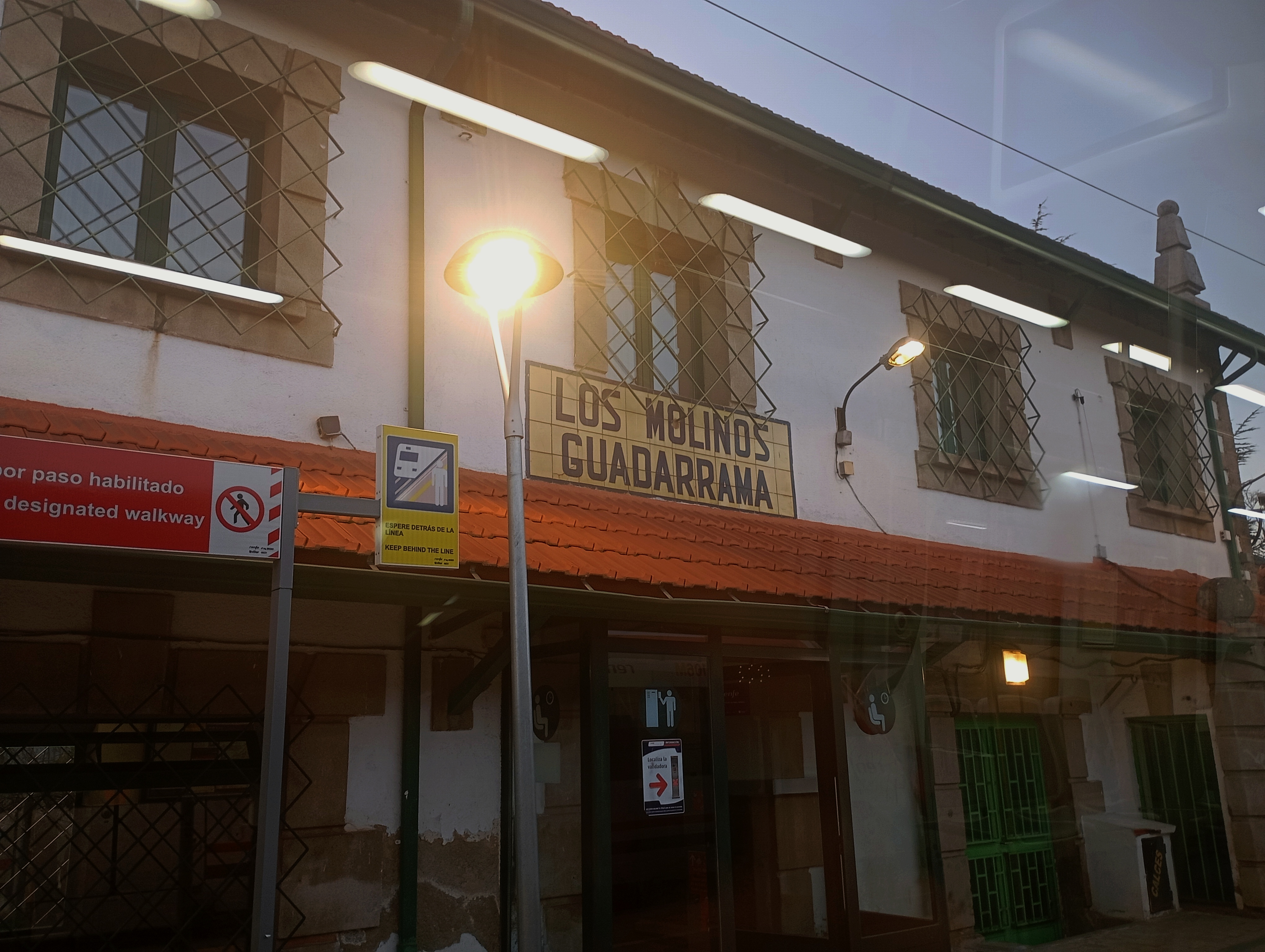
Estación de ferrocarril de Los Molinos-Guadarrama

Dispone de una estación de Cercanías Madrid perteneciente a la línea C-8.
- Autobús

Tiene cuatro líneas regulares de autobús, conectando con el Intercambiador de Moncloa dos de ellas. Estas líneas son:
| Línea | Recorrido                                      | Operador                  |
| ----- | ---------------------------------------------- | ------------------------- |
| 680   | Collado Villalba (Hospital) - Cercedilla       | Avanza Movilidad Integral |
| 684   | Madrid (Moncloa) – Cercedilla (por Guadarrama) | Avanza Movilidad Integral |
| 688   | Madrid (Moncloa) – Los Molinos                 | Avanza Movilidad Integral |
| 692   | Los Molinos - Cercedilla - Valdesquí           | Avanza Movilidad Integral |

## Política y administración
El Ayuntamiento se compone de 11 concejalías y en la actualidad, tras las elecciones municipales de 2019, la corporación municipal la forman cuatro partidos con la siguiente distribución:
| Partido político                         | 2019  | 2019       | 2019 |
| Partido político                         | %     | Concejales |      |
| Partido Popular                          | 42,9  | 5          |      |
| Partido Socialista Obrero Español (PSOE) | 31,57 | 4          |      |
| Vox                                      | 9,03  | 1          |      |
| Podemos - IU                             | 8,17  | 1          |      |

En los comicios municipales anteriores, los de 2015, el resultado electoral fue el siguiente:
| Partido político                         | 2015 | 2015       | 2015 |
| Partido político                         | %    | Concejales |      |
| Partido Popular                          | 45,8 | 6          |      |
| Partido Socialista Obrero Español (PSOE) | 28,9 | 3          |      |
| Primero Los Molinos                      | 10,4 | 1          |      |
| Ahora Los Molinos                        | 8,1  | 1          |      |

## Educación
El municipio cuenta con un colegio de infantil y primaria, el CEIP Divino Maestro,  y de dos guarderías (una de ellas privada). Al no contar con un instituto, los alumnos que terminan primaria se derivan, en su gran mayoría, a los institutos de Guadarrama o Cercedilla. Cuenta también con un polideportivo.

## Festividades
- Stmo. Cristo de la Buena Muerte. 14 de septiembre. Fiestas patronales de una semana de duración, con interesantes encierros.
- Stma. Virgen del Espino. 15 de agosto. Romería hasta la gruta donde reside la imagen de esta advocación mariana. Día de campo para caballistas y romeros a pie.
- San Sebastián. 20 de enero. Antiquísima fiesta (estudios la remontan al siglo XIV), con Vaquilla simulada (un hombre se disfraza de "vaquilla" brava), diversos rituales la convierten en una festividad antropológicamente única.
- San Benito de Rabiño. 21 de marzo. Fiesta de reciente implantación traída por la nutrida comunidad molinero-gallega del municipio. Día de procesión, gaitas y degustación de diversos productos gallegos.

## De Interés turístico
- Capilla de San José (1713)
- Capilla del Carmen (Años 40)
- Fuente del León (1882)
- Parroquia de la Purísima Concepción, de estilo herreriano (1580)
- Plaza de España.
- Gruta Stma. Virgen del Espino (1962)

### Estadística
- Instituto de Estadística de la Comunidad de Madrid > Ficha municipal Archivado el 30 de septiembre de 2007 en Wayback Machine.
- Instituto de Estadística de la Comunidad de Madrid > Series estadísticas del municipio

### Callejero, cartografía y fotografía aérea
- Instituto de Estadística de la Comunidad de Madrid > Nomenclador Oficial y Callejero
- Localización de Los Molinos en Google Maps

### Otraswebs
- Los Molinos: historia, cultura, naturaleza en Sierra de Guadarrama-Alto Manzanares

- Datos: Q963615
- Multimedia: Los Molinos, Madrid / Q963615